# Heinrich Friedrich Isenflamm
Heinrich Friedrich Isenflamm (* 20. Juni 1771 in Erlangen; † 23. Mai 1828 ebenda) war ein deutscher Mediziner.

## Leben

### Herkunft und Familie
Heinrich Friedrich Isenflamm wurde als Sohn des Hochschullehrers für Anatomie, Jacob Friedrich Isenflamm und dessen Ehefrau, Jacobine Christine (1747–1786), eine Tochter des Erlanger Theologen Johann Rudolf Kiesling (1706–1778), geboren. Er hatte noch zwei Geschwister, von denen namentlich der Bruder bekannt ist:
- Johann Christian Friedrich Isenflamm, praktizierender Arzt.

Er war seit 1795 verheiratet mit Susanna Friederike Regina (1777–1802), Tochter des Juristen Johann Baptist Simon († 1794), Regierungsadvokat in Erlangen, gemeinsam hatten sie einen Sohn.

### Werdegang
Er wurde durch seinen Vater sowie durch Hauslehrer unterrichtet und besuchte ab März 1783 das Gymnasium Illustre Erlangense als Sekundaner. Bereits im September 1785 verließ er die Schule wieder, um gemeinsam mit seinem älteren Bruder die Universität Erlangen zu besuchen und Medizin zu studieren. Er studierte bis 1791 und war hierbei überwiegend an der Universität Erlangen sowie für sechs Monate an der Universität Würzburg; er besuchte auch noch die Universitäten in Mainz, Heidelberg, Jena, Erfurt, Leipzig und Halle.
Im Januar 1791 promovierte er zum Dr. med. et chir. und machte das medizinische Staatsexamen nach den Verordnungen der Regierung von Markgraf Karl Alexander. Er reiste nach Wien und besuchte das Allgemeine Krankenhaus und das Militärhospital, außerdem machte er einen Abstecher nach Preßburg. Im Dezember 1791 kehrte er nach Erlangen zurück und begann unter der Anleitung seines Vaters zu praktizieren. 1793 disputierte er mit der Dissertation De motu linguae und hielt Vorlesungen über Anatomie an der Universität Erlangen.
Am 21. November 1794 erhielt er an der preußischen Universität Erlangen eine Anstellung als außerordentlicher Professor der Medizin und habilitierte sich dazu durch die im Juli 1795 gehaltene Antrittsrede De deominatione partium corpris humani a pathematibus, nachdem er dazu durch ein lateinisches Programm Descriptio foraminum, fissararum et canalium capitis ossei eingeladen und eine 1796 im Druck erschienenen Dissertation Brevis descriptio sceleti humani variis in aetatibus verteidigt hatte. Im Jahr 1796 erfolgte seine Anstellung als Prosektor beim anatomischen Theater mit Gehalt.
In der Zeit von 1800 bis 1803 gab er, zusammen mit dem Leipziger Anatom Johann Christian Rosenmüller Beiträge für die Zergliederungskunst in zwei Bänden heraus, in denen er acht verschiedene Beiträge veröffentlichte, die teils einen rein anatomischen und teils einen pathologisch-anatomischen Inhalt hatten.
1802 erhielt er den Charakter eines kaiserlich russischen Hofrates und wurde als Professor Ordinarius der siebten Klasse für Anatomie, Physiologie und gerichtliche Medizin an die Kaiserliche Universität Dorpat berufen, nachdem am 7. März 1803 seine Entlassung von der preußischen Regierung bewilligt wurde. Während seines siebenjährigen Aufenthaltes in Russland unternahm er etliche Reisen nach St. Petersburg, Reval, Wilna, Königsberg, Berlin, Heidelberg, Würzburg und Frankfurt an der Oder. Im Sommer 1810 kehrte er aus gesundheitlichen und familiären Gründen nach Erlangen zurück und erhielt am 30. November 1810 seine erbetene Entlassung von der Universität Dorpat.
Im März 1811 reiste er nach München und wurde am 1. April 1814 als Königlich Bayerischer Kreis- und Stadtgerichtsarzt in Erlangen angestellt. Von Juni 1815 fungierte er als erster Arzt beim vorübergehend errichteten Kaiserlich-Russischen Militärhospital in Erlangen.
Bis zu seinem Tod versah er vierzehn Jahre lang sein Amt als Gerichtsarzt.
Bereits vor seinem Tod hatte er verfügt, dass seine Leiche von vier Medizinern in das anatomische Theater verbracht und dort öffentlich seziert werden sollte, die entnommenen Organe sollten der Präparatensammlung zugefügt und sein Körper anschließend beerdigt werden. Seine Anordnungen wurden durch seine Schwester, seinen Sohn sowie durch den befreundeten Anatom Gottfried Fleischmann (1777–1850) gemäß der testamentarischen Verfügung erfüllt.

## Mitgliedschaften
Heinrich Friedrich Isenflamm wurde wenige Wochen nach dem Tod seines Vaters am 14. April 1793 unter der Matrikel-Nr. 967 mit dem akademischen Beinamen Callisthenes II.  zum Mitglied der Leopoldina gewählt.
Seit dem 28. Dezember 1804 war er Mitglied der Kaiserlich Physiologisch-Medizinischen Gesellschaft.
Am 26. August 1805 wurde er Mitglied der Kaiserlichen Gesellschaft der Naturforscher in Moskau.
Seit dem 27. September 1809 (nach Julianischem Kalender) war er Korrespondierendes Mitglied der Kaiserlichen Akademie der Wissenschaften in Sankt Petersburg.
Am 9. Januar 1810 erfolgte seine Aufnahme als Mitglied der Kaiserlichen Akademie in Wilna.
Am 29. Januar 1810 wurde er Korrespondierendes Mitglied der Kaiserlichen medizinisch-chirurgischen Akademie in St. Petersburg.
In Erlangen wurde er am 1. September 1810 Ehrenmitglied der dortigen physikalisch-medizinischen Gesellschaft.

## Veröffentlichungen
- Diss. inaug. de absorptione morbosa. Erlangen 1791.
- Dissertatio Inavgvralis Medica De Difficili In Oberservationes Anatomicas Epicrisi Commentatio VIII. Universität Erlangen, Dissertation, Jan. 1792
- Heinrich Friedrich Isenflamm; Ludwig Heinrich Winckel: Dissertatio Medica Nonnvlla De Motv Lingvae Continens. Erlangae: Kunstmann, 1793.
- Heinrich Friedrich Isenflamm; Christian Karl Gottlieb Kunstmann: Ad Orationem Ob Clementissime Sibi Demandatvm Mvnvs Professoris Medicinae Extraordinarii Pvblice Habendam Omni Qva Decet Observantia Invitat D. Henricus Frid. Isenflamm : Inest descriptio feraminum fissurarum et canalium capitis ossei. Dissertation Universität Erlangen 1795.
- Diss. continens brevem descriptionem sceleti humani variis in aetatibus. Erlangen 1796.
- Beiträge für die Zergliederungskunst. Karl Tauchnitz, Leipzig 1800. Digitalisat.
- Tagebuch des anatomischen Theaters der Kaiserlichen Universität Dorpat vom Jahre 1803 und 1804. Dorpat 105.
- Progr. De vulneribus diaphragmatis observatio. Erlangen 1806.
- Beschreibung einiger menschlichen Koepfe von verschiedenen Racen. Nürnberg 1813.
- Beschreibung der äussern und innern Beschaffenheit einer angeborenen vorgefallenen umgestülpten Harnblase und der dazu gehörigen Theile eines männlichen Körpers. Hamburg Staats- und Universitätsbibliothek Carl von Ossietzky 2018.